# Грег Берланті
Грег Берланті (англ. Greg Berlanti; народ. 24 травня 1972 року) — американський телевізійний сценарист, продюсер і режисер. Автор телешоу «Любов вдівця», один із творців серіалів «Джек і Боббі», «Незвичайна сімейка», «Стріла». Сценарист фільму «Зелений Ліхтар».

## Приватне життя
Берланті народився в Рай в Нью-Йоркі. Його батьки — Барбара Моллер Берланті і Юджин Берланті. У Грега є сестра Діна, яка має двох доньок. Він розповів про свою молодість в інтерв'ю для «Entertainment Weekly» в 2004 році: «Ми були італійцями в місті, де проживає американська аристократія» і «ми не входили в інші 90 % успішної і забезпеченої спільноти». В кожному його шоу компанії «Berlanti Television» з’являється логотип із зображенням сім’ї, і чути слова «Грег, прибери голову!» (англ. Greg, Move Your Head!) — саме так говорив батько Берланті, коли хлопчик загороджував йому екран телевізора.
Берланті — відкритий гей. В 2017 році він одружився з футболістом Роббі Роджерсом, з яким зустрічався з 2013 року. У пари є син Калеб.

## Кар’єра
Берланті навчався в Північно-Західному Університеті, був членом братства «Delta Tau Delta». Був продюсером і сценаристом серіалу «Затока Доусона» і його спін-оффу «Молоді американці». Велику популярність отримав як автор, виконавчий продюсер і шоуранер «Любов вдівця». Берланті є творцем серіалу «Джек і Боббі». Він також написав і поставив картину «Клуб розбитих сердець: Романтична комедія» про групу друзів-геїв, які мешкають в Західному Голівуді — сюжет і герої списані з Берланті і його друзів.
В серпні 2006 року Берланті заключив договір з «Touchstone Television» і «ABC» на створення декількох пілотів. Крім того, Берланті припинив співробітництво зі своїм постійним творчим партнером Мікі Лідделл. Тоді ж стало відомо, що Берланті працює  консультантом над шоу «Брати і сестри» каналу «ABC» — попередній виконавчий продюсер Марті Ноксон покинула шоу в результаті конфлікту з Джо Робін Бейтц. На даний час, Грег виконує обов'язки виконавчого продюсера. Також Берланті працював виконавчим продюсером на шоу «Брудні мокрі гроші», прем’єра якого відбулася 26 вересня 2007 року на каналі «ABC».
Разом з Марком Гуггенхеймом був співавтором сценарію пілотного епізоду шоу «Ілай Стоун» для каналу «ABC», прем'єра якого відбулася в 2008 році. Грег також виконував функції виконавчого продюсера.
Берланті брав участь в просуванні теорії про те, що вакцина на ртутній основі може допомогти в боротьбі з аутизмом. Вчена спільнота не підтримала теорію, але відмітила, що завдяки показу шоу зросла частка вакцинацій серед дітей. На захист пілота Берланті відповів: «Мне здається, що вони хотіли, щоб ми досконало вивчили проблеми — це ми і зробили».
Був кандидатом на режисерське крісло фільму «Зелений ліхтар», для якого написав сценарій в співавторстві. Берланті поставив фільм «Життя, як воно є» 2010 року з Кетрін Гейгл і Джошем Демелом в головних ролях.

## Фільмографія

### Кіно
| Кіно | Кіно                                      | Кіно                                      | Кіно                | Кіно |
| Рік  | Назва                                     | Оригінальна назва                         | Обов’язки           |      |
| ---- | ----------------------------------------- | ----------------------------------------- | ------------------- | ---- |
| 2000 | Клуб розбитих сердець: Романтична комедія | The Broken Hearts Club: A Romantic Comedy | режисер, сценарист  |      |
| 2010 | Життя, як воно є                          | Life As We Know It                        | режисер, сценарист  |      |
| 2011 | Зелений ліхтар                            | The Green Lantern                         | сценарист, продюсер |      |
| 2012 | Гнів Титанів                              | Wrath Of The Titans                       | сценарист           |      |
| 2015 | Пен: Подорож до Небувалії                 | Pan                                       | продюсер            |      |
| 2018 | З любов'ю, Саймон                         | Love, Simon                               | режисер             |      |
| 2021 | Персонаж                                  | Free Guy                                  | продюсер            |      |
| 2022 | Мій поліцейський                          | My Policeman                              | продюсер            |      |
| 2024 | Забери мене на місяць                     | Fly Me to the Moon                        | режисер             |      |

### Телебачення
| Телебачення | Телебачення               | Телебачення                    | Телебачення                            | Телебачення |
| Рік         | Назва                     | Оригінальна назва              | Обов’язки                              |             |
| ----------- | ------------------------- | ------------------------------ | -------------------------------------- | ----------- |
| 1998        | Затока Доусона            | Dawson's Creek                 | сценарист                              |             |
| 2002-2006   | Любов вдівця              | Everwood                       | автор серіалу, сценарист, продюсер     |             |
| 2004        | Джек і Боббі              | Jack & Bobby                   | співавтор серіалу, сценарист           |             |
| 2006-2007   | Брати і сестри            | Brothers & Sisters             | сценарист, продюсер                    |             |
| 2007        | Брудні мокрі гроші        | Dirty Sexy Money               | продюсер                               |             |
| 2008        | Ілай Стоун                | Eli Stone                      | сценарист                              |             |
| 2010        | Незвичайна сімейка        | No Ordinary Family             | сценарист                              |             |
| 2012        | Стріла                    | Arrow                          | співавтор серіалу, сценарист, продюсер |             |
| 2012        | Політичні тварини         | Political Animals              | автор серіалу, продюсер                |             |
| 2013        | Золотий хлопчик           | Golden Boy                     | продюсер                               |             |
| 2013-2014   | Люди майбутнього          | The Tomorrow People            | продюсер                               |             |
| 2014        | Флеш                      | The Flash                      | співавтор серіалу, сценарист, продюсер |             |
| 2014-2016   | Таємниці Лаури            | The Mysteries Of Laura         | продюсер                               |             |
| 2015        | Сліпа зона                | Blindspot                      | продюсер                               |             |
| 2015        | Супердівчина              | Supergirl                      | сценарист, продюсер                    |             |
| 2016        | Легенди завтрашнього дня  | Legends Of Tomorrow            | сценарист, продюсер                    |             |
| 2017        | Рівердейл                 | Riverdale                      | продюсер                               |             |
| 2018        | Чорна Блискавка           | Black Lightning                | продюсер                               |             |
| 2018        | Титани                    | Titans                         | сценарист, продюсер                    |             |
| 2018        | Хитрість                  | Deception                      | сценарист, продюсер                    |             |
| 2018        | Моторошні пригоди Сабріни | Chilling Adventures of Sabrina | продюсер                               |             |
| 2019        | Дум Патруль               | Doom Patrol                    | продюсер                               |             |
| 2019        | Бетвумен                  | Batwoman                       | продюсер                               |             |
| 2020        | Кеті Кін                  | Katy Keene                     | продюсер                               |             |
| 2020        | Старґерл                  | Stargirl                       | продюсер                               |             |